# Nurzec (rivière)
Nurzec est une rivière de l'Est de la Pologne, un affluent droit du Boug d'une longueur de 100,2 km et d'une superficie du bassin de 2 102 km2. Elle draine principalement la plaine de Bielsk (pl) et partiellement la chaîne de collines de Wysokie Mazowieckie (pl) et la chaîne de collines de Drohiczyn (pl).

## Description
Il coule des marais près du village de Stawiszcze, juste à côté de la frontière avec la Biélorussie, au sud-est de Czeremcha à une altitude d'environ 180 m au-dessus du niveau de la mer, et il se jette dans le Boug près du village de Wojtkowice-Dady, à environ 10 km au sud-ouest de Ciechanowiec à une altitude de 105,4 m au-dessus du niveau de la mer.
La partie supérieure est redressée et régulée. La profondeur du ruisseau ne dépasse pas 1,4 m et la largeur du lit est passée de 3,2 m au stade 1, jusqu'à 7 m au stade 4.
Sur le tronçon menant à Brańsk, le lit de la rivière se rétrécit par endroits jusqu'à 4 mètres et est creusé dans le fond de la vallée, ce qui est dû au processus d'érosion résultant de travaux de drainage mal exécutés. Dans le même temps, la profondeur de Nurzec dépasse par endroits les 3 m.
Dans le cours inférieur, la largeur du lit naturellement sinueux de la rivière Nurzec peut atteindre 20 m. Cependant, la rivière descend jusqu'à une profondeur de 0,7 à 1,8 m. De nombreux arbres bordent les berges. Le sol est plus varié avec des graviers et des pierres.
La continuité de la rivière est interrompue en raison de l'emplacement de trois petites centrales hydroélectriques : Ciechanowiec, Kuczyn (pl), Kostry-Podsędkowięta (pl). Seuils de barrage d'une hauteur d'env. 2,2 à 2,4 mètres. En l'absence de passes à poissons, elles empêchent la migration des poissons .
Principaux affluents :
- à gauche : Nurczyk (pl), Leszczka (pl), Siennica (pl), Kukawka (pl), Pełchówka (pl)
- à droite : Bronka (pl), Mianka (pl)[4] avec Markówka

Il y a deux postes de jauge d'eau IMiGW sur la rivière : Boćki et Brańsk. Dans les années 1961-1985, une jauge d'eau est également opérationnelle à Kozarza, deux kilomètres en dessous de Ciechanowiec.
Villes importantes sur la rivière Nurzec : Czeremcha, Kleszczele, Boćki, Brańsk, Ciechanowiec .